# Eleocharis wolfii
Eleocharis wolfii är en halvgräsart som först beskrevs av Asa Gray, och fick sitt nu gällande namn av Asa Gray och Nathaniel Lord Britton. Eleocharis wolfii ingår i släktet småsäv, och familjen halvgräs. Inga underarter finns listade i Catalogue of Life.